# Tres augustos y cinco emperadores

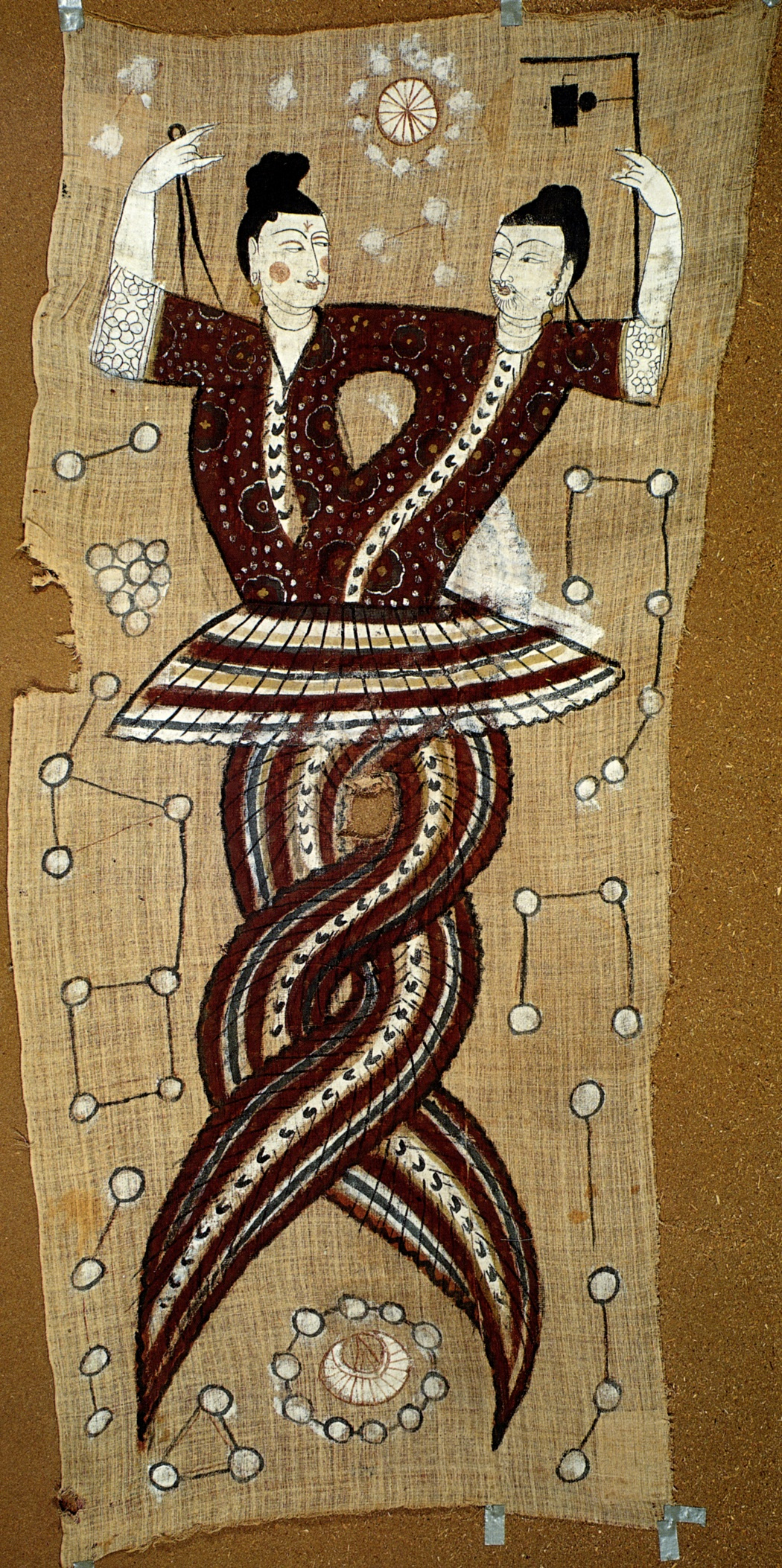
Nǚwā sosteniendo la brújula y su hermano Fúxī la escuadra – excavaciones arqueológicas en Xinjiang. (Dinastía Tang).

Los tres augustos y cinco emperadores (chino: 三皇五帝, pinyin: sān huáng wǔ dì) son los gobernantes mitológicos de China anteriores a la primera dinastía Xia según la historiografía tradicional.
La tradición china atribuye a estos personajes mitológicos la fundación de la civilización china y la invención de las instituciones sociales, culturales y económicas, como la familia, la agricultura, la escritura, etc. A pesar del carácter legendario de las historias que se cuentan sobre estos personajes, que habrían vivido cientos de años y serían responsables de hechos milagrosos, es posible que en el origen de estas leyendas se encuentren personajes reales, jefes tribales del III milenio a. C. que habrían logrado victorias militares previas a la unificación de la también posiblemente mítica dinastía Xia.
Las fuentes históricas chinas coinciden en el número de tres augustos y cinco emperadores, pero las identidades de estos varían según las fuentes, existiendo versiones diversas tanto para los augustos como para los emperadores.
Según el mito, los Tres Soberanos eran semidioses que utilizaban sus capacidades para ayudar a crear la humanidad e impartirle habilidades y conocimientos esenciales. Los Cinco Emperadores eran sabios ejemplares que poseían un gran carácter moral y pertenecían a una edad de oro en la que "las comunicaciones entre el orden humano y el divino eran fundamentales para toda la vida" y en la que los sabios eran encarnaciones de lo divino o ayudaban a los humanos a mensajear las fuerzas divinas.
En este periodo se utilizó el sistema de abdicación antes de que Qi de Xia tomara violentamente el poder y estableciera una monarquía hereditaria.
Hoy en día, se les considera héroes culturales, pero en la antigüedad eran ampliamente venerados como "espíritus ancestrales" divinos.

## Tres augustos

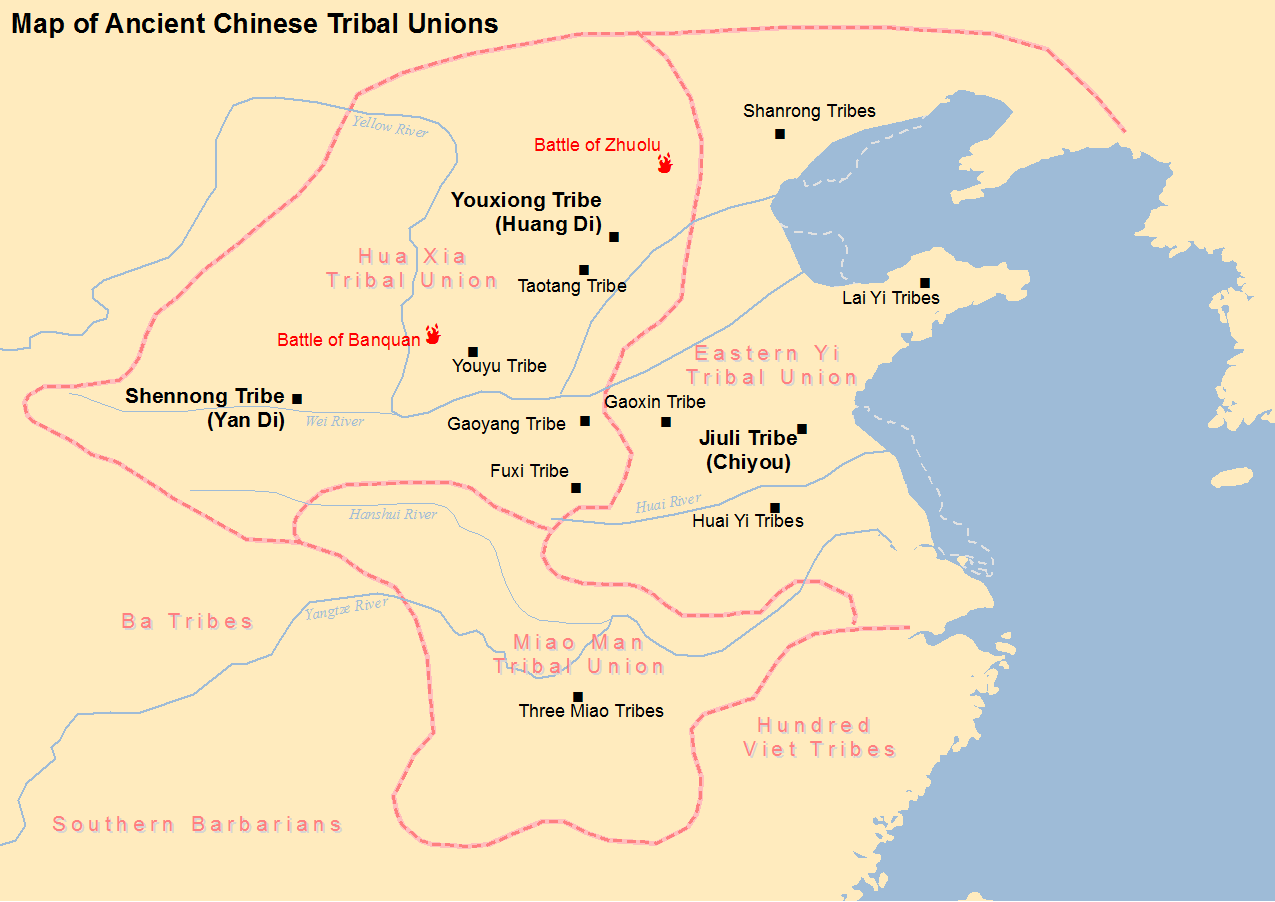
Mapa de tribus y uniones tribales en la antigua China, incluidas las tribus lideradas por Huang Di, Yan Di y Chi You.

Se decía que los Tres Augustos, a veces conocidos como los Tres Soberanos, eran reyes-dioses o semidioses que usaban sus poderes mágicos, poderes divinos o estar en armonía con el Tao para mejorar las vidas de su pueblo. Debido a su elevada virtud, vivieron hasta una edad avanzada y gobernaron durante un período de gran paz.
Tienen elementos en común con Xian, como el carro de nubes del Soberano Humano y sus habilidades sobrenaturales. Tras su muerte, se dijo que el Emperador Amarillo se había convertido en un xian.
A los Tres Augustos se les atribuyen varias identidades en diferentes textos históricos chinos. El Emperador Amarillo es supuestamente el antepasado del pueblo Huaxia. El Mausoleo del Emperador Amarillo se estableció en la provincia de Shaanxi para conmemorar la leyenda ancestral.
Existen varias versiones de las identidades de los tres augustos (三皇 sān huáng):
- Augusto Celestial (天皇 Tiānhuáng), Augusto Terrenal (地皇 Dìhuáng) y Augusto Tài (泰皇 Tàihuáng), según las Memorias históricas de Sima Qian.
- Augusto Celestial, Augusto Terrenal, y Augusto Humano (人皇 Rénhuáng), según la obra de la dinastía Song Tàipíng Yùlǎn (太平御覽), que cita una obra de la dinastía Han Occidental, el Chūnqiū Wěi (春秋緯). Esta lista se diferencia de la anterior solo en el uso de un nombre ligeramente diferente para el tercer augusto.
- Suiren, Fuxi (c. 2852 – 2737 a. C. o c. 2952 – 2836 a. C.) y Shennong, según el Shàngshū dàzhuàn (尚書大傳 , La biografía de Shangshu) y el Báihǔ Tōngyì (白虎通義).[nota 2]
- Fuxi, Nüwa y Shennong, según el Yùndòu Shū (運斗樞) y el Yuánmìng Bāo (元命苞).
- Fuxi, Shennong y el Emperador Amarillo, según el Dìwáng Shìjì (帝王世紀).
- Fuxi, Shennong y Gònggōng (共工), según el Tōngjiàn Wàijì (通鑒外紀)..m

El Baihutong (白虎通) menciona al dios del fuego Zhùróng (祝融) en lugar de Gonggong. [cita requerida]

## Cinco emperadores
Tradicionalmente se dice que los Cinco emperadores inventaron "el fuego, la escritura y el regadío."
Las identidades más habituales de los cinco emperadores (五帝 wǔ dì) son las que se mencionan en varios escritos de la antigüedad, como las Memorias históricas, el Shìběn (世本) o el Dàdàijì (大戴記). De acuerdo con estas obras, los cinco emperadores son los siguientes: 
- El Emperador Amarillo, 2697–2597 o 2698–2598 a. C.
- Zhuānxù (顓頊), c. 2495 – 2437 a. C.
- Dìkù (帝嚳), o simplemente Kù (嚳),  c. 2436 – 2366 a. C.
- Tángyáo (唐堯), o simplemente Yáo (堯), c. 2356 – 2255 a. C.
- Yúshùn (虞舜), o simplemente Shùn (舜), c. 2355 – 2241 a. C.

Otras versiones de las identidades de estos cinco emperadores son la del Libro de los Ritos (禮記 Lǐjì): Tàihào (太皞) （identificado con Fuxi, Yándì (炎帝) （identificado con Shennong), el Emperador Amarillo, Shǎohào (少皞) y Zhuanxu. Por su parte, el Prefacio al clásico de los documentos (尚書序 Shàngshū Xù) y el Dìwáng Shìjì (帝王世紀) recogen otra versión: Shǎohào (escrito aquí 少昊）, Zhuanxu, Gāoxīn (高辛) （identificado con Diku）, Tangyao y Yushun. En ocasiones se identifica a los cinco emperadores con los cinco dioses de los puntos cardinales (en la tradición china el "centro" se considera un punto cardinal más), como en la versión recogida en las Elegías de Chu (楚辭 chǔcí): Taihao (Este), Yandi (Sur), Shaohao (Oeste), Zhuanxu (Norte) y el Emperador Amarillo (Centro).

## Árbol genealógico de los cinco emperadores
|             |             |             |             |             |             |  |  |             |             |             |             |             |             | (1) Emperador amarillo |  |       |       |       |       |       |       |  |  |                |                |                |                |                |                |  |  |             |             |             |             |             |             |  |  |                  |                  |                  |                  |                  |                  |  |  |  |  |              |  |  |  |  |  |  |  |  |  |  |  |  |  |  |  |  |  |  |  |  |  |  |  |  |  |
|             |             |             |             |             |             |  |  |             |             |             |             |             |             |                        |  |       |       |       |       |       |       |  |  |                |                |                |                |                |                |  |  |             |             |             |             |             |             |  |  |                  |                  |                  |                  |                  |                  |  |  |  |  |              |  |  |  |  |  |  |  |  |  |  |  |  |  |  |  |  |  |  |  |  |  |  |  |  |  |
|             |             |             |             |             |             |  |  |             |             |             |             |             |             |                        |  |       |       |       |       |       |       |  |  |                |                |                |                |                |                |  |  |             |             |             |             |             |             |  |  |                  |                  |                  |                  |                  |                  |  |  |  |  |              |  |  |  |  |  |  |  |  |  |  |  |  |  |  |  |  |  |  |  |  |  |  |  |  |  |
| (2) Shaohao | (2) Shaohao | (2) Shaohao | (2) Shaohao | (2) Shaohao | (2) Shaohao |  |  |             |             |             |             |             |             |                        |  |       |       |       |       |       |       |  |  | Changyi        | Changyi        | Changyi        | Changyi        | Changyi        | Changyi        |  |  |             |             |             |             |             |             |  |  |                  |                  |                  |                  |                  |                  |  |  |  |  |              |  |  |  |  |  |  |  |  |  |  |  |  |  |  |  |  |  |  |  |  |  |  |  |  |  |
| (2) Shaohao | (2) Shaohao | (2) Shaohao | (2) Shaohao | (2) Shaohao | (2) Shaohao |  |  |             |             |             |             |             |             |                        |  |       |       |       |       |       |       |  |  | Changyi        | Changyi        | Changyi        | Changyi        | Changyi        | Changyi        |  |  |             |             |             |             |             |             |  |  |                  |                  |                  |                  |                  |                  |  |  |  |  |              |  |  |  |  |  |  |  |  |  |  |  |  |  |  |  |  |  |  |  |  |  |  |  |  |  |
| Jiaoji      | Jiaoji      | Jiaoji      | Jiaoji      | Jiaoji      | Jiaoji      |  |  |             |             |             |             |             |             |                        |  |       |       |       |       |       |       |  |  | (3) Zhuanxu    | (3) Zhuanxu    | (3) Zhuanxu    | (3) Zhuanxu    | (3) Zhuanxu    | (3) Zhuanxu    |  |  |             |             |             |             |             |             |  |  |                  |                  |                  |                  |                  |                  |  |  |  |  |              |  |  |  |  |  |  |  |  |  |  |  |  |  |  |  |  |  |  |  |  |  |  |  |  |  |
| Jiaoji      | Jiaoji      | Jiaoji      | Jiaoji      | Jiaoji      | Jiaoji      |  |  |             |             |             |             |             |             |                        |  |       |       |       |       |       |       |  |  | (3) Zhuanxu    | (3) Zhuanxu    | (3) Zhuanxu    | (3) Zhuanxu    | (3) Zhuanxu    | (3) Zhuanxu    |  |  |             |             |             |             |             |             |  |  |                  |                  |                  |                  |                  |                  |  |  |  |  |              |  |  |  |  |  |  |  |  |  |  |  |  |  |  |  |  |  |  |  |  |  |  |  |  |  |
|             |             |             |             |             |             |  |  |             |             |             |             |             |             |                        |  |       |       |       |       |       |       |  |  |                |                |                |                |                |                |  |  |             |             |             |             |             |             |  |  |                  |                  |                  |                  |                  |                  |  |  |  |  |              |  |  |  |  |  |  |  |  |  |  |  |  |  |  |  |  |  |  |  |  |  |  |  |  |  |
| (4) Ku      | (4) Ku      | (4) Ku      | (4) Ku      | (4) Ku      | (4) Ku      |  |  |             |             |             |             |             |             |                        |  |       |       |       |       |       |       |  |  | 窮蟬 Qiongchan | 窮蟬 Qiongchan | 窮蟬 Qiongchan | 窮蟬 Qiongchan | 窮蟬 Qiongchan | 窮蟬 Qiongchan |  |  |             |             |             |             |             |             |  |  | Sb.              | Sb.              | Sb.              | Sb.              | Sb.              | Sb.              |  |  |  |  |              |  |  |  |  |  |  |  |  |  |  |  |  |  |  |  |  |  |  |  |  |  |  |  |  |  |
| (4) Ku      | (4) Ku      | (4) Ku      | (4) Ku      | (4) Ku      | (4) Ku      |  |  |             |             |             |             |             |             |                        |  |       |       |       |       |       |       |  |  | 窮蟬 Qiongchan | 窮蟬 Qiongchan | 窮蟬 Qiongchan | 窮蟬 Qiongchan | 窮蟬 Qiongchan | 窮蟬 Qiongchan |  |  |             |             |             |             |             |             |  |  | Sb.              | Sb.              | Sb.              | Sb.              | Sb.              | Sb.              |  |  |  |  |              |  |  |  |  |  |  |  |  |  |  |  |  |  |  |  |  |  |  |  |  |  |  |  |  |  |
|             |             |             |             |             |             |  |  |             |             |             |             |             |             |                        |  |       |       |       |       |       |       |  |  |                |                |                |                |                |                |  |  |             |             |             |             |             |             |  |  |                  |                  |                  |                  |                  |                  |  |  |  |  |              |  |  |  |  |  |  |  |  |  |  |  |  |  |  |  |  |  |  |  |  |  |  |  |  |  |
| (5) Zhi     | (5) Zhi     | (5) Zhi     | (5) Zhi     | (5) Zhi     | (5) Zhi     |  |  | (6) Yao     | (6) Yao     | (6) Yao     | (6) Yao     | (6) Yao     | (6) Yao     |                        |  | Houji | Houji | Houji | Houji | Houji | Houji |  |  | Jingkang 敬康  | Jingkang 敬康  | Jingkang 敬康  | Jingkang 敬康  | Jingkang 敬康  | Jingkang 敬康  |  |  |             |             |             |             |             |             |  |  | Sb.              | Sb.              | Sb.              | Sb.              | Sb.              | Sb.              |  |  |  |  |              |  |  |  |  |  |  |  |  |  |  |  |  |  |  |  |  |  |  |  |  |  |  |  |  |  |
| (5) Zhi     | (5) Zhi     | (5) Zhi     | (5) Zhi     | (5) Zhi     | (5) Zhi     |  |  | (6) Yao     | (6) Yao     | (6) Yao     | (6) Yao     | (6) Yao     | (6) Yao     |                        |  | Houji | Houji | Houji | Houji | Houji | Houji |  |  | Jingkang 敬康  | Jingkang 敬康  | Jingkang 敬康  | Jingkang 敬康  | Jingkang 敬康  | Jingkang 敬康  |  |  |             |             |             |             |             |             |  |  | Sb.              | Sb.              | Sb.              | Sb.              | Sb.              | Sb.              |  |  |  |  |              |  |  |  |  |  |  |  |  |  |  |  |  |  |  |  |  |  |  |  |  |  |  |  |  |  |
|             |             |             |             |             |             |  |  |             |             |             |             |             |             |                        |  |       |       |       |       |       |       |  |  |                |                |                |                |                |                |  |  |             |             |             |             |             |             |  |  |                  |                  |                  |                  |                  |                  |  |  |  |  |              |  |  |  |  |  |  |  |  |  |  |  |  |  |  |  |  |  |  |  |  |  |  |  |  |  |
| Danzhu      | Danzhu      | Danzhu      | Danzhu      | Danzhu      | Danzhu      |  |  |             |             |             |             |             |             |                        |  |       |       |       |       |       |       |  |  | Juwang         | Juwang         | Juwang         | Juwang         | Juwang         | Juwang         |  |  |             |             |             |             |             |             |  |  | Sb.              | Sb.              | Sb.              | Sb.              | Sb.              | Sb.              |  |  |  |  |              |  |  |  |  |  |  |  |  |  |  |  |  |  |  |  |  |  |  |  |  |  |  |  |  |  |
| Danzhu      | Danzhu      | Danzhu      | Danzhu      | Danzhu      | Danzhu      |  |  |             |             |             |             |             |             |                        |  |       |       |       |       |       |       |  |  | Juwang         | Juwang         | Juwang         | Juwang         | Juwang         | Juwang         |  |  |             |             |             |             |             |             |  |  | Sb.              | Sb.              | Sb.              | Sb.              | Sb.              | Sb.              |  |  |  |  | Luoming 罗名 |  |  |  |  |  |  |  |  |  |  |  |  |  |  |  |  |  |  |  |  |  |  |  |  |  |
|             |             |             |             |             |             |  |  |             |             |             |             |             |             |                        |  |       |       |       |       |       |       |  |  | Qiaoniu 橋牛   | Qiaoniu 橋牛   | Qiaoniu 橋牛   | Qiaoniu 橋牛   | Qiaoniu 橋牛   | Qiaoniu 橋牛   |  |  |             |             |             |             |             |             |  |  | Gun              | Gun              | Gun              | Gun              | Gun              | Gun              |  |  |  |  |              |  |  |  |  |  |  |  |  |  |  |  |  |  |  |  |  |  |  |  |  |  |  |  |  |  |
|             |             |             |             |             |             |  |  |             |             |             |             |             |             |                        |  |       |       |       |       |       |       |  |  | Qiaoniu 橋牛   | Qiaoniu 橋牛   | Qiaoniu 橋牛   | Qiaoniu 橋牛   | Qiaoniu 橋牛   | Qiaoniu 橋牛   |  |  |             |             |             |             |             |             |  |  | Gun              | Gun              | Gun              | Gun              | Gun              | Gun              |  |  |  |  |              |  |  |  |  |  |  |  |  |  |  |  |  |  |  |  |  |  |  |  |  |  |  |  |  |  |
|             |             |             |             |             |             |  |  |             |             |             |             |             |             |                        |  |       |       |       |       |       |       |  |  | Gusou          | Gusou          | Gusou          | Gusou          | Gusou          | Gusou          |  |  |             |             |             |             |             |             |  |  | (8) Yu el Grande | (8) Yu el Grande | (8) Yu el Grande | (8) Yu el Grande | (8) Yu el Grande | (8) Yu el Grande |  |  |  |  |              |  |  |  |  |  |  |  |  |  |  |  |  |  |  |  |  |  |  |  |  |  |  |  |  |  |
|             |             |             |             |             |             |  |  |             |             |             |             |             |             |                        |  |       |       |       |       |       |       |  |  | Gusou          | Gusou          | Gusou          | Gusou          | Gusou          | Gusou          |  |  |             |             |             |             |             |             |  |  | (8) Yu el Grande | (8) Yu el Grande | (8) Yu el Grande | (8) Yu el Grande | (8) Yu el Grande | (8) Yu el Grande |  |  |  |  |              |  |  |  |  |  |  |  |  |  |  |  |  |  |  |  |  |  |  |  |  |  |  |  |  |  |
|             |             |             |             |             |             |  |  | 娥皇 Ehuang | 娥皇 Ehuang | 娥皇 Ehuang | 娥皇 Ehuang | 娥皇 Ehuang | 娥皇 Ehuang |                        |  |       |       |       |       |       |       |  |  | (7) Shun       | (7) Shun       | (7) Shun       | (7) Shun       | (7) Shun       | (7) Shun       |  |  | 女英 Nuying | 女英 Nuying | 女英 Nuying | 女英 Nuying | 女英 Nuying | 女英 Nuying |  |  |                  |                  |                  |                  |                  |                  |  |  |  |  |              |  |  |  |  |  |  |  |  |  |  |  |  |  |  |  |  |  |  |  |  |  |  |  |  |  |
|             |             |             |             |             |             |  |  | 娥皇 Ehuang | 娥皇 Ehuang | 娥皇 Ehuang | 娥皇 Ehuang | 娥皇 Ehuang | 娥皇 Ehuang |                        |  |       |       |       |       |       |       |  |  | (7) Shun       | (7) Shun       | (7) Shun       | (7) Shun       | (7) Shun       | (7) Shun       |  |  | 女英 Nuying | 女英 Nuying | 女英 Nuying | 女英 Nuying | 女英 Nuying | 女英 Nuying |  |  |                  |                  |                  |                  |                  |                  |  |  |  |  |              |  |  |  |  |  |  |  |  |  |  |  |  |  |  |  |  |  |  |  |  |  |  |  |  |  |
|             |             |             |             |             |             |  |  |             |             |             |             |             |             |                        |  |       |       |       |       |       |       |  |  |                |                |                |                |                |                |  |  |             |             |             |             |             |             |  |  |                  |                  |                  |                  |                  |                  |  |  |  |  |              |  |  |  |  |  |  |  |  |  |  |  |  |  |  |  |  |  |  |  |  |  |  |  |  |  |
|             |             |             |             |             |             |  |  |             |             |             |             |             |             |                        |  |       |       |       |       |       |       |  |  |                |                |                |                | Shangjun       |                |  |  |             |             |             |             |             |             |  |  |                  |                  |                  |                  |                  |                  |  |  |  |  |              |  |  |  |  |  |  |  |  |  |  |  |  |  |  |  |  |  |  |  |  |  |  |  |  |  |

Jiaoji, según los Registros del Gran Historiador: Anales de los Cinco Emperadores de Sima Qian, Jiaoji era el nieto del Emperador Amarillo y un hijo de Shaohao. Ni su padre Shaohao ni él se convirtieron en parte de los líderes (Cinco Emperadores) de las Llanuras Centrales.
Houji o Hou Ji (chino: 后稷; pinyin: Hòu Jì; Wade–Giles: Hou Chi) fue un legendario héroe cultural chino, a quien se le atribuye la introducción del mijo a la humanidad durante la dinastía Xia.  El mijo era el grano básico original del norte de China, antes de la introducción del trigo. Su nombre se traduce como Señor del Mijo y fue un título que le otorgó el emperador Shun, según los Registros del Gran Historiador,  A Houji se le atribuye el desarrollo de la filosofía del agricultorismo y su servicio durante la Inundación de Gun-Yu durante el reinado de Yao; también se le considera antepasado del clan Ji, que se convirtió en la familia gobernante de la dinastía Zhou, o fundador de los Zhou.

## Otras listas
- Shaohao, Zhuanxu, Ku, Yao, Shun.

Versión dada por Kong Anguo (孔安國) de Han en su prefacio de Clásico de Documentos y Huang Fumi (皇甫謐) de Western Jin en la Historia de Emperadores y Reyes (帝王世紀)
- Taihao (太昊/太皞), Yandi (炎帝) (o Chidi (赤帝), Emperador Rojo), Huangdi, Shaohao (少昊/少皞), Zhuanxu.

Esta versión se propone en el capítulo Calendario de Liji (禮記‧月令) y por Wang Yi (王逸) de los Han Orientales en su comentario sobre el capítulo Xiyong del Canciones de Chu (楚辭‧惜誦); vincula a cada emperador a un punto cardinal, según la teoría de loscinco elementos ; en orden:
Este-Sur-Centro-Oeste-Norte
- Huangdi, Shaohao, Zhuanxu, Ku, Yao
- Fuxi, Shennong, Huangdi, Yao, Shun

## Registros históricos
Los tres soberanos y cinco emperadores pertenecen a los Tiempos antiguos de China. Ello se remonta en el tiempo y hay pocos materiales escritos y físicos de esa época. La información disponible se basa principalmente en leyendas que han perdurado hasta hoy. Por lo tanto, este período de la historia tiene muchas ambigüedades. Dado que la mayor parte de la información existente sobre este período histórico está enredada con mitos y leyendas, es difícil juzgar la autenticidad de muchas cosas. Según los datos históricos, es aproximadamente lo siguiente:
El Período de los Tres Emperadores duró aproximadamente entre 6.000 y 4.000 años y fue el período de desarrollo incipiente de la civilización china. Los datos históricos muestran que durante la larga era de los Tres Emperadores, la sociedad cambió de clan matrilineal a clan patrilineal donde la idea de tribu tiene una estrecha relación de herencia. Más tarde, Huangdi (el Emperador amarillo) reemplazó a Yandi como emperador y fue el jefe de los Cinco Emperadores. Después de los Cinco Emperadores, Pangu, el emperador Yan, era el líder de la tribu Shennong, el líder de la alianza tribal, y el co-señor del emperador. En ese momento, la tribu Shennong había declinado, y Huangdi y Fuxi (algunas personas piensan que descendientes de Shennong (en referencia al último emperador Yan) y Huang Di son ambos Yan Di en la era de Nuwa y Fuxi, En Yanhuang Times se desarrolla aún más. Las leyendas de adoración del dragón crean personajes y la escritura se vuelve más madura. El Cangjieera deHuang Di, y en Palabras, Bagua creó Fuxi y otras figuras femeninas también jugaron un papel en el desarrollo de la civilización.[cita requerida] Una gran contribución de la civilización de la era de los Cinco Emperadores es la continuación de la civilización de la era de los Tres Augustos. Tomando como ejemplo la escritura, se dice que Leizu a menudo figuraba como uno de los Tres Augustos. Esta leyenda registra las características de la tribu matrilineal. En la época de los Cinco Emperadores, ya era una sociedad de alianza tribal patriarcal, pero las mujeres todavía tenían un estatus social más alto. 
La era de los Cinco Emperadores fue hace unos 4.000 años. En ese momento, la cuenca del río Amarillo tenía un apellido llamado Ji Jiang encabezada por el Yan Di, quienes principalmente se dedican a labores agrícolas. También hay una tribu llamada Huang Di, el líder de la tribu es Huaxia, y es también a partir de ello que los chinos actuales se autodenominan "descendientes de Yan y Huang".
También hay opiniones que existió antes de la dinastía Xia la dinastía Yu (véase Yu el Grande), "Dinastía Yu Xia, Shang y Zhou" en libros históricos como como el "Zuo Zhuan" y el "Guo Yu"  Hay muchas frases consecutivas de las Cuatro Dinastías. Hay varios monarcas cuyos nombres se pueden encontrar en libros antiguos. Puede haber más de un monarca en la dinastía Yu, Yu Shun. Sin embargo, debido a su larga historia, los hechos históricos y las leyendas se mezclan, lo que dificulta su verificación.

## Galería de imágenes

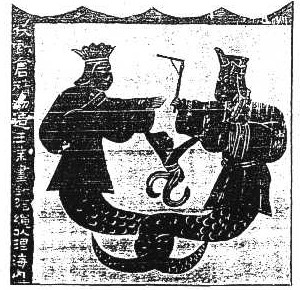
Fuxi y Nüwa
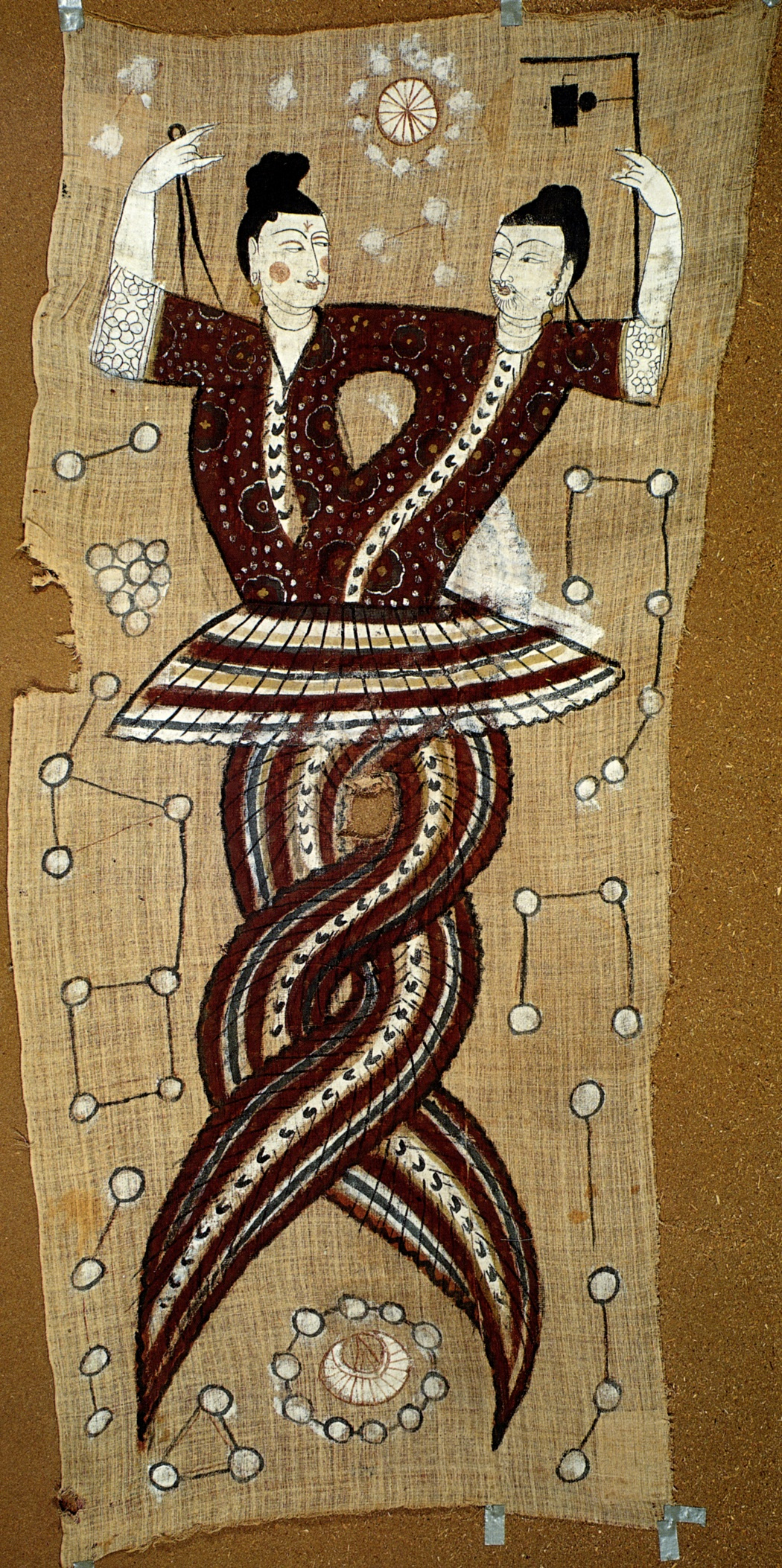
Otra representación de Fuxi y Nüwa
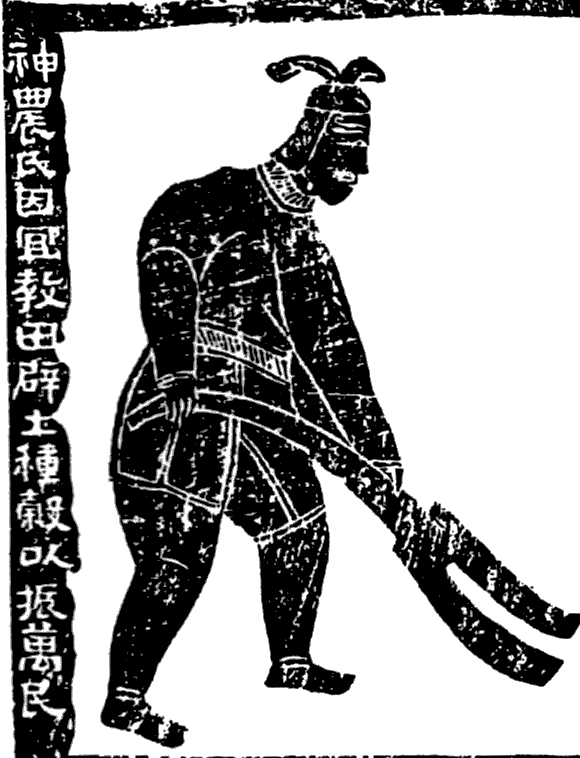
Shennong
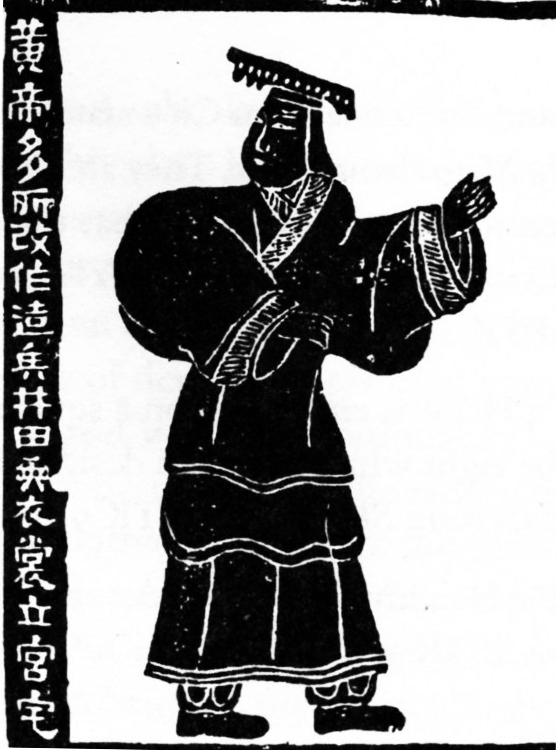
Emperador amarillo
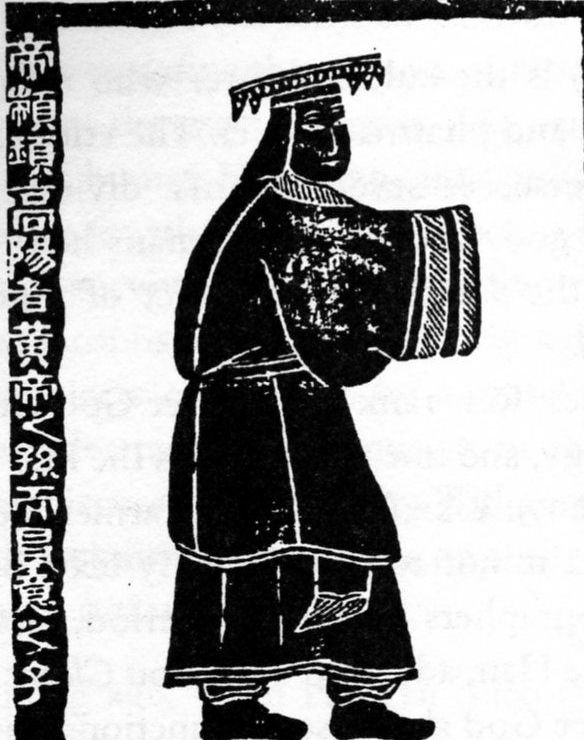
Zhuanxu
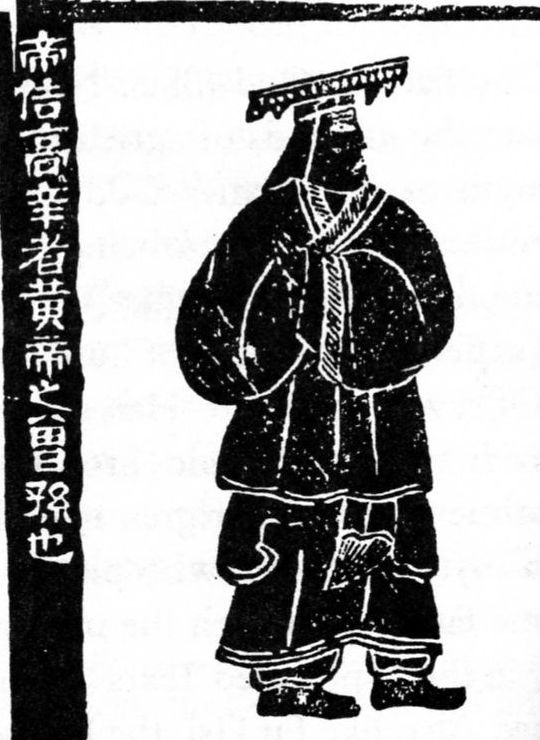
Ku
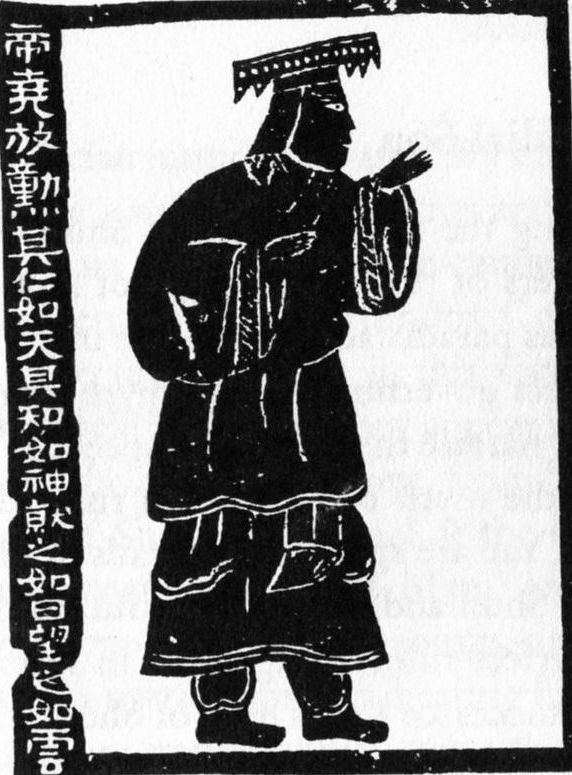
Yao
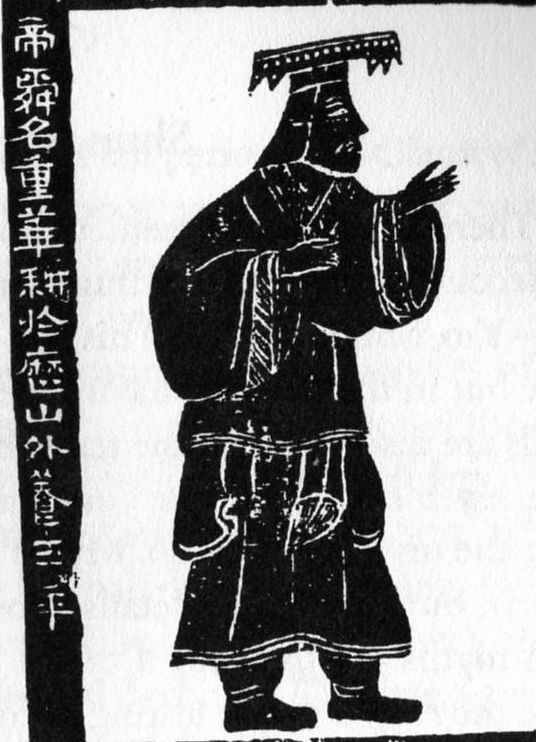
Shun
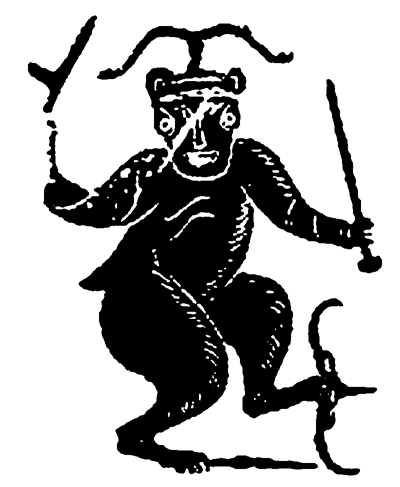
Chi You